# ریسوتی
ریسوتی (به چکی: Řisuty) یک منطقهٔ مسکونی در جمهوری چک است که در شهرستان کلادنو واقع شده‌است.